# Songs Out of Bounds
 『Songs Out of Bounds』（ソングス・アウト・オブ・バウンズ）は、2010年10月27日に発売されたKANの企画アルバム。

## 概要
- シングルカップリング曲・ベスト盤のみ収録曲をまとめた作品。
- 「THE RESTORATION SERIES」と銘打ち『テレビの中に』から『KREMLINMAN』まで12枚のリマスタリング再発盤と同時発売。

## 収録曲
全曲作詞・作曲：KAN／編曲：小林信吾・KAN（特記以外）、KAN・林部直樹（1.2）、佐藤準（3）、KAN（11）、ヤン嶋田とニューブリーフ（12）
1. Over You
  - 幻のシングルと言われてきた楽曲。アルバム初収録。
2. NEVER LEAVE
  - シングル「Over You」カップリング（1988/11/25）。
3. それでもふられてしまう男
  - シングル「愛は勝つ」カップリング（1990/09/01）。
4. 恋する気持ち
  - シングル「プロポーズ」両A面曲（1991/07/11）。
5. めずらしい人生
  - ベスト・アルバム「めずらしい人生」表題曲（1992/02/28）。
6. こっぱみじかい恋
  - シングル表題曲（1992/01/29）。
7. Long Vacation
  - シングル「丸いお尻が許せない」カップリング（1993/01/21）。
8. はやくふってくれ
  - シングル「いつもまじめに君のこと」カップリング（1993/11/17）。
9. 君たちはうまく行く
  - シングル「Sunshine of my heart」カップリング（1994/11/26）。
10. ライバル
  - シングル「すべての悲しみにさよならするために」カップリング（1995/01/25）。
11. 練馬美人
  - シングル「東京に来い」カップリング（1995/05/10）。
12. 続ライバル
  - シングル「MAN」カップリング（1996/05/27）。